# Löningen, Niedersachsen
Löningen, Niedersachsen är en stad i Landkreis Cloppenburg i förbundslandet Niedersachsen i Tyskland.